# National Recovery Administration

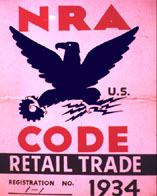
Poster da Blue Eagle ("Águia Azul") da NRA. Devia ser impressa em vitrinas de lojas, em embalagens e anúncios publicitários. Quando impressa em cores, a águia era azul, daí o nome.

Como parte do New Deal nos Estados Unidos, a National Recovery Administration (Administração de Recuperação Nacional), criada pelo National Industrial Recovery Act, foi desenvolvida pelo presidente Franklin D. Roosevelt e sua equipe ministerial. Permitia que as indústrias criassem códigos de competição justos, os quais eram planejados para reduzir a competição predatória e para ajudar os trabalhadores, estabelecendo uma renda mínima e um máximo de horas de trabalho semanais.
A NRA, simbolizada pela águia azul, tornou-se popular entre os trabalhadores. Negócios apoiados pela NRA colocavam o símbolo nas vitrinas e em suas embalagens.

## Histórico
Seu primeiro diretor foi Hugh S. Johnson, um general aposentado e homem de negócios bem-sucedido. Johnson encarava a NRA como uma cruzada nacional destinada a restabelecer o pleno emprego e revitalizar a indústria. Johnson foi exonerado em 1934, e no início de 1935, o novo diretor, Samuel Williams anunciou que a NRA não iria mais estabelecer preços, mas os empresários reclamaram. Williams disse-lhes então que, a menos que pudessem provar que isso seria danosos para os negócios, a NRA poria um fim ao controle de preços. Segundo declarou, "maior produtividade e mais empregos serão obtidos se maior flexibilidade de preços for conquistada".  Entre 2.000 empresários ouvidos pela revista Time, cerca de 90% se opunham ao objetivo fixado por Williams. "Para eles, um preço garantido para seus produtos parecia-se como uma estrada real para os lucros. Um preço fixo acima dos custos havia se provado como um salva-vidas para mais de um produtor ineficiente". A posição empresarial foi resumida por George A. Sloan, líder da Cotton Textile Code Authority: 
| “ | "Cláusulas de horas máximas e salário mínimo, úteis e necessárias como são por si mesmas, não previnem a desmoralização dos preços. Enquanto colocam as unidades industriais num nível competitivo justo, no sentido de que custos trabalhistas estão envolvidos, não previnem o corte de preços destrutivo na venda dos produtos produzidos, não mais do que um preço fixo de material ou outro elemento poderia prevenir. A competição destrutiva às custas dos trabalhadores é minimizada, mas é posta à plena carga contra o empregador e a solidez econômica de sua empresa.(...)Mas se a parceria da indústria com o governo a qual foi invocada pelo presidente, for terminada (como acreditamos que não será), então o espírito de cooperação, que é um dos melhores frutos da estrutura da NRA, não sobreviverá. | ” |

Cerca de 23.000.000 de pessoas trabalharam sob o código justo da NRA. Todavia, violações do código tornaram-se comuns e tentativas foram feitas para que os tribunais endossassem a NRA. A NRA incluía uma multiplicidade de regulamentos impondo preços e padrões de produção para todo tipo de bens e serviços. Pessoas eram presas por não concordar com tais disposições. Por exemplo, um homem chamado Jack Magid foi encarcerado por violar o "Tailor's Code" ("Código dos Alfaiates") ao passar um terno por 35 centavos de dólar, em vez dos 40 exigidos pela NRA. John T. Flynn, em seu livro The Roosevelt Myth (1944) relata: 
| “ | A NRA estava descobrindo que não podia coagir à observância de suas regras. Mercados negros proliferaram. Somente os métodos policiais mais violentos podiam assegurar o cumprimento das normas. Nas indústrias de vestuário de Sidney Hillman, representantes da NRA empregaram a força policial. Varreram o distrito industrial como uma tropa de assalto. Podiam entrar na fábrica de um empresário, mandá-lo sair, enfileirar seus empregados, submetê-los a um interrogatório-relâmpago, levar seus livros contábeis imediatamente. O trabalho noturno foi proibido. Esquadrões volantes dessa polícia privada de terno e gravata cruzavam o distrito à noite, pondo portas abaixo a machadadas em busca de homens que estivessem cometendo juntos o crime de costurar um par de calças à noite. Mas, sem estes métodos duros, muitas autoridades da agência diziam que não havia obediência, porque o público não lhe dava apoio. | ” |

Em 1935, no caso Schecter Poultry Corp. v. US, a Suprema Corte declarou que a NRA era inconstitucional, pois dava ao presidente poder em demasia. A NRA rapidamente cessou suas operações, mas muitas de suas disposições trabalhistas reapareceram no Wagner Act de 1935.

## Sátira
- O humorista Richard Armour, que estava com quase trinta anos quando a NRA começou, declarou no livro It All Started with Columbus (uma paródia da história estadunidense), que o principal objetivo da NRA era "salvar a rara Águia Azul".